# Kremlin Cup 1998 - Qualificazioni singolare maschile
Le qualificazioni del singolare maschile del Kremlin Cup 1998 sono state un torneo di tennis preliminare per accedere alla fase finale della manifestazione. I vincitori dell'ultimo turno sono entrati di diritto nel tabellone principale. In caso di ritiro di uno o più giocatori aventi diritto a questi sono subentrati i lucky loser, ossia i giocatori che hanno perso nell'ultimo turno ma che avevano una classifica più alta rispetto agli altri partecipanti che avevano comunque perso nel turno finale.
Le qualificazioni del torneo Kremlin Cup 1998 prevedevano 32 partecipanti di cui 4 sono entrati nel tabellone principale.

## Teste di serie
1. Ján Krošlák (ultimo turno)
2. Assente
3. Alex O'Brien (ultimo turno)
4. Lars Burgsmüller (Qualificato)

1. Radomír Vašek (ultimo turno)
2. Jared Palmer (Qualificato)
3. Vladimir Volčkov (secondo turno)
4. Petr Luxa (primo turno)

## Qualificati
1. Raemon Sluiter
2. Carsten Arriens

1. Jared Palmer
2. Lars Burgsmüller

## Tabellone

### Legenda
| - Q = Qualificato - WC = Wild card - LL = Lucky loser | - ALT = Alternate - SE = Special Exempt - PR = Protected Ranking | - w/o = Walkover - r = Ritirato - d = Squalificato |

### Sezione 1
|  | Primo turno      | Primo turno      | Primo turno      | Primo turno | Primo turno |  |  | Secondo turno    | Secondo turno    | Secondo turno    | Secondo turno  | Secondo turno  |   |   | Ultimo turno | Ultimo turno | Ultimo turno | Ultimo turno | Ultimo turno |  |
|  |                  |                  |                  |             |             |  |  |                  |                  |                  |                |                |   |   |              |              |              |              |              |  |
|  | 1                | Ján Krošlák      | Ján Krošlák      | 6           | 6           |  |  |                  |                  |                  |                |                |   |   |              |              |              |              |              |  |
|  |                  | Irakli Labadze   | Irakli Labadze   | 3           | 4           |  |  | 1                | Ján Krošlák      | Ján Krošlák      | 6              | 6              |   |   |              |              |              |              |              |  |
|  | Alexander Shvets | Alexander Shvets | Alexander Shvets | 7           | 6           |  |  |                  | Alexander Shvets | Alexander Shvets | 3              | 4              |   |   |              |              |              |              |              |  |
|  | Andrei Nossov    | Andrei Nossov    | Andrei Nossov    | 6           | 4           |  |  |                  |                  |                  |                |                |   |   | 1            | Ján Krošlák  | Ján Krošlák  | 4            | 5            |  |
|  | Raemon Sluiter   | Raemon Sluiter   | Raemon Sluiter   | 6           | 6           |  |  |                  |                  |                  | Raemon Sluiter | Raemon Sluiter | 6 | 7 |              |              |              |              |              |  |
|  | Jim Grabb        | Jim Grabb        | Jim Grabb        | 3           | 4           |  |  | Raemon Sluiter   | Raemon Sluiter   | Raemon Sluiter   | 6              | 6              |   |   |              |              |              |              |              |  |
|  |                  | Sergei Samoseiko | Sergei Samoseiko | 6           | 7           |  |  | Sergei Samoseiko | Sergei Samoseiko | Sergei Samoseiko | 1              | 2              |   |   |              |              |              |              |              |  |
|  | 8                | Petr Luxa        | Petr Luxa        | 3           | 5           |  |  |                  |                  |                  |                |                |   |   |              |              |              |              |              |  |

### Sezione 2
|  | Primo turno        | Primo turno        | Primo turno        | Primo turno | Primo turno |  |  | Secondo turno   | Secondo turno    | Secondo turno    | Secondo turno | Secondo turno |   |   | Ultimo turno    | Ultimo turno    | Ultimo turno | Ultimo turno | Ultimo turno |  |
|  |                    |                    |                    |             |             |  |  |                 |                  |                  |               |               |   |   |                 |                 |              |              |              |  |
|  | Carsten Arriens    | Carsten Arriens    | Carsten Arriens    | 7           | 6           |  |  |                 |                  |                  |               |               |   |   |                 |                 |              |              |              |  |
|  | Igor Sysoev        | Igor Sysoev        | Igor Sysoev        | 6           | 0           |  |  | Carsten Arriens | Carsten Arriens  | Carsten Arriens  | 6             | 6             |   |   |                 |                 |              |              |              |  |
|  | Ionuț Moldovan     | Ionuț Moldovan     | Ionuț Moldovan     | 6           | 6           |  |  | Ionuț Moldovan  | Ionuț Moldovan   | Ionuț Moldovan   | 4             | 4             |   |   |                 |                 |              |              |              |  |
|  | Andrei Rybalko     | Andrei Rybalko     | Andrei Rybalko     | 2           | 2           |  |  |                 |                  |                  |               |               |   |   | Carsten Arriens | Carsten Arriens | 6            | 2            | 6            |  |
|  | Maks Mirny         | Maks Mirny         | Maks Mirny         | 6           | 6           |  |  |                 |                  | Maks Mirny       | Maks Mirny    | 4             | 6 | 1 |                 |                 |              |              |              |  |
|  | Aleksandar Kitinov | Aleksandar Kitinov | Aleksandar Kitinov | 1           | 1           |  |  |                 | Maks Mirny       | Maks Mirny       | 7             | 7             |   |   |                 |                 |              |              |              |  |
|  | 7                  | Vladimir Volčkov   | Vladimir Volčkov   | 6           | 6           |  |  | 7               | Vladimir Volčkov | Vladimir Volčkov | 6             | 6             |   |   |                 |                 |              |              |              |  |
|  |                    | Stanislav Pribilov | Stanislav Pribilov | 2           | 2           |  |  |                 |                  |                  |               |               |   |   |                 |                 |              |              |              |  |

### Sezione 3
|  | Primo turno             | Primo turno             | Primo turno             | Primo turno | Primo turno |  |  | Secondo turno | Secondo turno           | Secondo turno           | Secondo turno | Secondo turno |   |   | Ultimo turno | Ultimo turno | Ultimo turno | Ultimo turno | Ultimo turno |  |
|  |                         |                         |                         |             |             |  |  |               |                         |                         |               |               |   |   |              |              |              |              |              |  |
|  | 3                       | Alex O'Brien            | Alex O'Brien            | 6           | 6           |  |  |               |                         |                         |               |               |   |   |              |              |              |              |              |  |
|  |                         | Artem Derepasko         | Artem Derepasko         | 3           | 4           |  |  | 3             | Alex O'Brien            | Alex O'Brien            | 6             | 6             |   |   |              |              |              |              |              |  |
|  | Kirill Ivanov-Smolensky | Kirill Ivanov-Smolensky | Kirill Ivanov-Smolensky | 6           | 7           |  |  |               | Kirill Ivanov-Smolensky | Kirill Ivanov-Smolensky | 3             | 1             |   |   |              |              |              |              |              |  |
|  | Igor' Kunicyn           | Igor' Kunicyn           | Igor' Kunicyn           | 3           | 6           |  |  |               |                         |                         |               |               |   |   | 3            | Alex O'Brien | 6            | 4            | 3            |  |
|  | Andrej Stoljarov        | Andrej Stoljarov        | Andrej Stoljarov        | 6           | 6           |  |  |               |                         | 6                       | Jared Palmer  | 4             | 6 | 6 |              |              |              |              |              |  |
|  | Mosè Navarra            | Mosè Navarra            | Mosè Navarra            | 2           | 0           |  |  |               | Andrej Stoljarov        | Andrej Stoljarov        | 4             | 4             |   |   |              |              |              |              |              |  |
|  | 6                       | Jared Palmer            | Jared Palmer            | 7           | 6           |  |  | 6             | Jared Palmer            | Jared Palmer            | 6             | 6             |   |   |              |              |              |              |              |  |
|  |                         | Jurij Ščukin            | Jurij Ščukin            | 6           | 3           |  |  |               |                         |                         |               |               |   |   |              |              |              |              |              |  |

### Sezione 4
|  | Primo turno     | Primo turno      | Primo turno      | Primo turno | Primo turno |  |  | Secondo turno | Secondo turno    | Secondo turno    | Secondo turno | Secondo turno |   |   | Ultimo turno | Ultimo turno     | Ultimo turno     | Ultimo turno | Ultimo turno |  |
|  |                 |                  |                  |             |             |  |  |               |                  |                  |               |               |   |   |              |                  |                  |              |              |  |
|  | 4               | Lars Burgsmüller | Lars Burgsmüller | 6           | 6           |  |  |               |                  |                  |               |               |   |   |              |                  |                  |              |              |  |
|  |                 | Maxim Belski     | Maxim Belski     | 4           | 2           |  |  | 4             | Lars Burgsmüller | Lars Burgsmüller | 6             | 7             |   |   |              |                  |                  |              |              |  |
|  | Evgeni Mikheev  | Evgeni Mikheev   | 1                | 6           | 7           |  |  |               | Evgeni Mikheev   | Evgeni Mikheev   | 1             | 5             |   |   |              |                  |                  |              |              |  |
|  | Denis Golovanov | Denis Golovanov  | 6                | 0           | 6           |  |  |               |                  |                  |               |               |   |   | 4            | Lars Burgsmüller | Lars Burgsmüller | 7            | 7            |  |
|  | Alexey Gavrilov | Alexey Gavrilov  | Alexey Gavrilov  | 7           | 6           |  |  |               |                  | 5                | Radomír Vašek | Radomír Vašek | 6 | 5 |              |                  |                  |              |              |  |
|  | Michail Južnyj  | Michail Južnyj   | Michail Južnyj   | 6           | 4           |  |  |               | Alexey Gavrilov  | Alexey Gavrilov  | 6             | 4             |   |   |              |                  |                  |              |              |  |
|  | 5               | Radomír Vašek    | 4                | 6           | 6           |  |  | 5             | Radomír Vašek    | Radomír Vašek    | 7             | 6             |   |   |              |                  |                  |              |              |  |
|  |                 | Andrej Merinov   | 6                | 2           | 1           |  |  |               |                  |                  |               |               |   |   |              |                  |                  |              |              |  |